# Dielektrik z izgubami
Dieléktrik z izgúbami imenujemo dielektrik, katerega električna prevodnost ni neskončno majhna. V izmeničnem električnem polju imamo zato opravka tako z omskim kot s premikalnim tokom. Sorazmernostno zvezo med gostoto električnega toka in jakostjo električnega polja obdržimo, če uvedemo kompleksno dielektričnost ε*:
{\displaystyle \epsilon ^{*}=\epsilon -i{\frac {\sigma }{\omega }}}